# Albrecht Strohschein
Albrecht Strohschein (* 3. Dezember 1899 in Hamburg-Harburg; † 1. Oktober 1962 in Hepsisau) war ein deutscher Heilpädagoge und gilt als einer der Mitbegründer der anthroposophischen Heilpädagogik.

## Leben und Wirken
Strohschein begann nach seiner Schulzeit in Lehrte und Hildesheim zunächst eine dann aufgrund des Ersten Weltkriegs abgebrochene Handelslehre. 1919 bestand er sein „Nachkriegsabitur“ und hatte in dieser Zeit durch Rudolf Meyer eine erste, entscheidende Begegnung mit der Anthroposophie. Nach einer kurzen Zeit der Mitarbeit in der von Rudolf Steiners Dreigliederungsidee impulsierten „Kommender Tag AG“ in Stuttgart wurde Strohschein Hauslehrer in der Familie des Kaufmanns Johannes Gottfried William Schröder in Bremen und begann ein Studium der Philosophie. 1923 übersiedelte er nach Jena und studierte dort Psychologie. Dort war er in Kontakt mit Franz Löffler und Siegfried Pickert, die in der von Johannes Trüper gegründeten „Sophienhöhe“ heilpädagogisch arbeiteten. Von Rudolf Steiner als ihrem Ratgeber ermutigt und durch seinen Heilpädagogischen Kurs geschult, begründeten sie 1924 das erste anthroposophische Heil- und Erziehungsinstitut, den „Lauenstein“ in Jena-Lichtenhain. Zentral in der Ethik der anthroposophischen Heilpädagogik steht die Überzeugung, dass leibliche Bedingungen die Entfaltung des geistigen Potentials im Menschen behindern können, und dass Hilfe heißt, dieses Potential zu stärken. Damit stand von Anfang an diese Heilpädagogik in einem deutlichen Gegensatz zu jeglicher rein biologistischen Betrachtung einer Behinderung, wie sie dann im Nationalsozialismus vernichtende Konsequenzen zeigen sollte.
Unter der Ägide der Ärztin Ita Wegman, Leiterin der Medizinischen Sektion der Freien Hochschule für Geisteswissenschaft am Goetheanum und Begründerin des Klinisch-Therapeutischen Instituts Arlesheim (heute Ita Wegman-Klinik) gingen aus dem „Lauenstein“ in den Folgejahren weitere heilpädagogische Einrichtungen hervor. So gründete Strohschein 1928 das Heil- und Erziehungsinstitut Pilgramshain in der Nähe von Breslau, in dem auch Karl König, der spätere Begründer der Camphill-Bewegung, bis 1936 als Institutsarzt mitwirkte. Pilgramshain wurde 1941 vom nationalsozialistischen Regime zwangsgeschlossen. Alle Betreuten waren vorher bereits in die Obhut der Eltern zurückgegeben worden, oder in befreundete Einrichtungen umgesiedelt, als Schutz gegen die sogenannte „Euthanasie“. Strohschein verbrachte die weitere Kriegszeit als Chauffeur eines Majors in Rumänien.
Direkt nach Kriegsende kam Strohschein nach Süddeutschland in das heute noch bestehende Institut Eckwälden, welches vor Schließung verschont geblieben war. Von dort aus begründete er als „Benachteiligter durch den Nationalsozialismus“ bereits 1946 den am Albaufstieg oberhalb des Dörfchens Hepsisau gelegenen Michaelshof, eine bis heute arbeitende Institution der Kinder- und Jugendhilfe. Unter Strohscheins Leitung entfaltete sich der Michaelshof mit einer qualifizierten Mitarbeitergruppe zu einer weithin ausstrahlenden Einrichtung, nicht zuletzt durch die Mitwirkung der heilpädagogisch tätigen Künstler-Ehepaare Edith und Hermann Kirchner und Maja und Julius Knierim.
Zusammen mit Franz Michael Geraths, dem Leiter des Instituts Eckwälden, gründete Strohschein 1950 das Heilpädagogische Seminar Eckwälden, heute Rudolf-Steiner-Seminar Bad Boll, Fachschule für Heilpädagogik. International war er mitbeteiligt an der intensiven fachlichen Zusammenarbeit von Heilpädagogen und Ärzten, durch welche die anthroposophische Heilpädagogik einen Ruf und Anerkennung als besonders fortschrittlich erwarb, auch bei den Behörden. Er stand Pate bei mancher neuen Gründungsinitiative, so etwa bei Haus Hohenfried in Bayrisch Gmain 1949 oder Haus Sonne im Saarland 1954. Noch in der Aufbauphase seiner Einrichtung verstarb Strohstein bereits 1962 an den Folgen eines Hirnschlags in Hepsisau.

## Veröffentlichungen
- Die Entstehung der anthroposophischen Heilpädagogik. In: M. J. Krück von Poturzyn: Wir erlebten Rudolf Steiner. Stuttgart 1967.